# Чубарова, Антонина Игоревна
Чубарова Антонина Игоревна — д. м. н., профессор, главный врач Детской городской больницы № 13 им. Н.Ф. Филатова, профессор кафедры госпитальной педиатрии № 1 РНИМУ им. Н. И. Пирогова.

## Биография
В 1991 году окончила педиатрический факультет 2-го Московского ордена Ленина государственного медицинского института им. Н. И. Пирогова (в настоящее время — РНИМУ им. Н. И. Пирогова).
Прошла клиническую ординатору, а затем аспирантуру на кафедре детских болезней № 2 Российского государственного медицинского университета. Во время учёбы проходила трёхмесячную стажировку в США, прошла курс первичной подготовки по неонатологии.. В 1996 году окончила аспирантуру и защитила кандидатскую диссертацию на тему «Морфология и функции слизистой оболочки тонкой кишки у детей с нарушениями центральной нервной системы».
С 1997 года начала преподавательскую деятельность в качестве ассистента кафедры детских болезней № 2 (ныне — кафедры госпитальной педиатрии № 1) того же вуза и практическую работу в качестве врача-неонатолога.
С 1997 по1999 года работала врачом в 67-й Городской больнице при Перинатальном кардиологическом центре, продолжая работу в качестве ассистента кафедры.
С 2000 по 2007 год была назначена доцентом кафедры детских заболеваний № 2 Российского государственного медицинского университета и продолжила консультативную и практическую деятельность в отделении патологии новорожденных Детской городской клинической больницы № 13им. Н. Ф. Филатова, а также вела активную консультативную работу в отделениях отделении неонатальной интенсивной терапии, отделении неонатальной хирургии. В этот период основным научным направлением являлась разработка проблемы диагностики и лечения заболеваний желудочно-кишечного тракта у детей первых месяцев жизни, в том числе оказание помощи детям с некротизирующим энтероколитом, пороками развития кишечника, синдромом короткой кишки.
В 2007 года защитила докторскую диссертацию на тему «Клинико-патогенетическое обоснование нутритивной поддержки детей с перинатальной патологией» и была назначена профессором кафедры госпитальной педиатрии № 1 Российского Национального Исследовательского Университета им. Н. И. Пирогова.
С 2012 года занимает должность заместителя главного врача по медицинской части Тушинской детской городской больницы, а также является профессором кафедры госпитальной педиатрии № 1 РНИМУ им. Н. И. Пирогова.
С января 2015 года назначена главным врачом  Детской городской больницы № 13 им. Н. И. Филатова.

## Профессиональная и научная деятельность
Профессор А. И. Чубарова является одним из ведущих специалистов России по вопросам неонатальной гастроэнтерологии и клинического питания младенцев.
В сферу научных и практических интересов входит диагностика синдрома мальабсорбции у детей раннего возраста, лечение детей с кишечной недостаточностью, в частности, с синдромом короткой кишки и врожденными заболеваниями кишечника.
Активно внедряет систему домашнего парентерального питания в России.
Стаж научно-педагогической работы А. И. Чубаровой по специальности составляет более 15 лет. Автор и соавтор более 120 научных работ, 11 монографий и руководств, 19 учебников и учебно-методических пособий.